# Funeral (musikalbum)
Funeral är det kanadensiska indierockbandet Arcade Fires debutalbum som släpptes 14 september 2004 på bolaget Merge Records. Albumet fick översvallande positiv kritik och innebar gruppens stora internationella genombrott.

## Låtlista
1. "Neighborhood #1 (Tunnels)" - 4:48
2. "Neighborhood #2 (Laïka)" - 3:32
3. "Une Année Sans Lumière" - 3:40
4. "Neighborhood #3 (Power Out)" - 5:12
5. "Neighborhood #4 (7 Kettles)" - 4:49
6. "Crown of Love" - 4:42
7. "Wake Up" - 5:35
8. "Haïti" - 4:07
9. "Rebellion (Lies)" - 5:10
10. "In the Backseat" - 6:20

## Namn
Några anhöriga till bandets medlemmar dog när skivan spelades in (bland annat Win och Will Butlers farfar, jazzmusikern Alvino Rey), därför döptes albumet till Funeral.